# Municipio de Canatlán
El municipio de Canatlán es uno de los 39 municipios en que se encuentra dividido el estado mexicano de Durango. Se ubica en el centro del estado, su cabecera municipal es Canatlán.

## Toponimia
El nombre Canatlán proviene del náhuatl Canin que significa "lugar" o "nido" (Can-), atl sustantivo que significa agua y -tlan abundante y/o tierra: “Nido de tierra junto al agua o nido de tierra y agua”.[cita requerida]
Otra versión, dice que proviene de Canauhtlan, canauh- 'pato' y -tlan 'abundancia de' 'lugar de patos'.

## Geografía
El municipio de Canatlán tiene una extensión de 4.686,10 km² que representan el 2,9% de la superficie total del estado. Se encuentra entre los paralelos 24° 11´30’’ y 24° 50´30´´ latitud norte y los meridianos 104° 30’ 15’’ y 105° 35’ 45’’ longitud oeste, a una altitud promedio de 2000 metros sobre el nivel medio del mar.
Limita al norte con los municipios de Nuevo Ideal y Santiago Papasquiaro; al sur y sudeste con el municipio de Durango; al este con los municipios de San Juan del Río, Coneto de Comonfort y Pánuco de Coronado; oeste y sudoeste con el municipio de San Dimas.

### Ríos
- La Sauceda: Afluente del Río Tunal.
- Palomas: Afluente del Río Santiago.
- Arroyo de Sauces.
- Arroyo de Mimbres: afluente del Río Sauceda.

### Lagunas

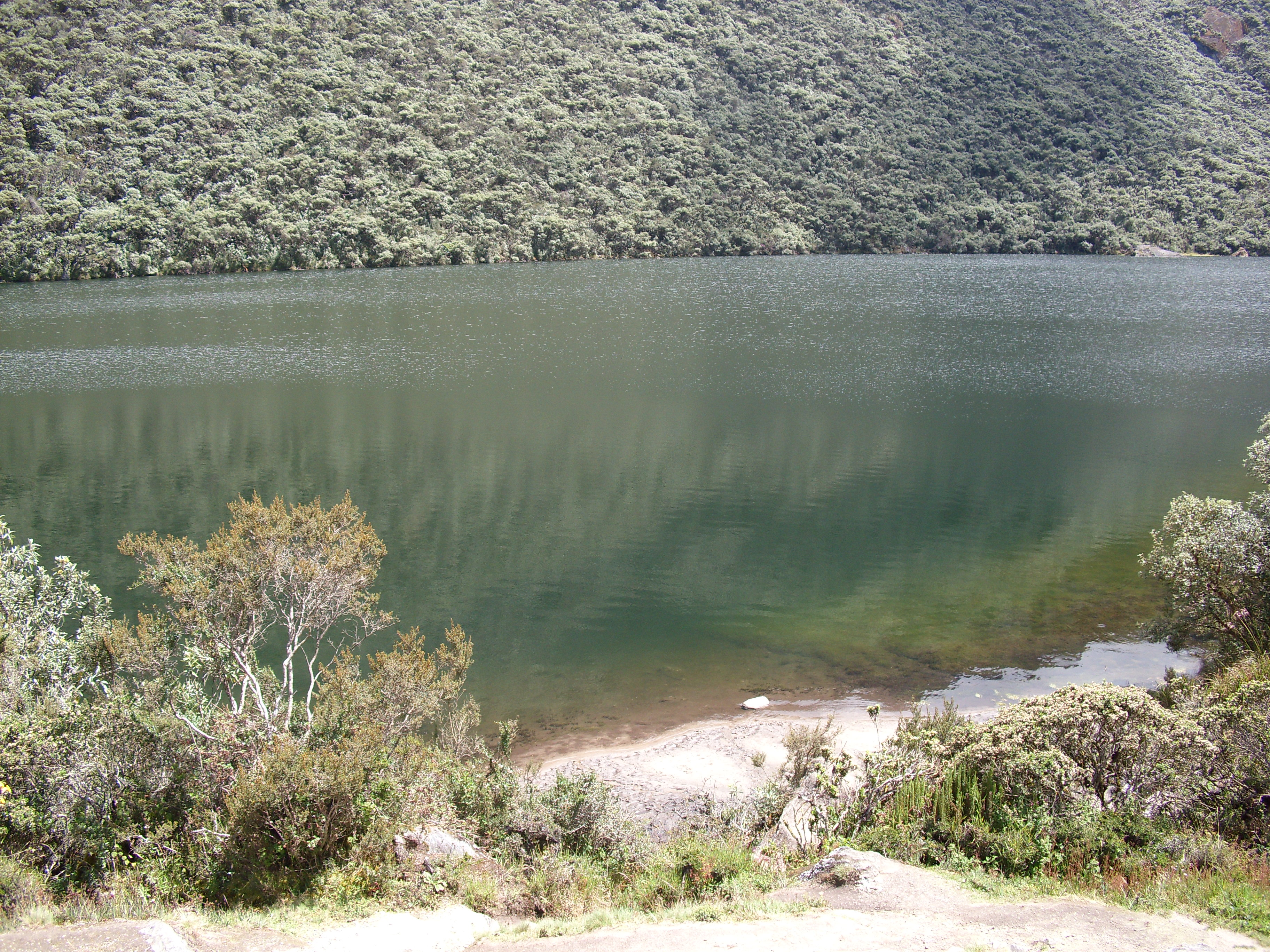
Laguna de Santiagillo

- Santiaguillo: Intermitente.Laguna de Santiagillo
- San Bartolo: Intermitente.

### Clima
- La mayor parte del municipio tiene un clima semi-caliente; la temperatura media anual es de los 22.4 °C, aunque en la zona sierra las temperaturas suelen disminuir hasta los 15 grados bajo cero en el mes de enero.
- El municipio presenta nevadas en invierno sobre la parte alta en  la zona sierra .

| Parámetros climáticos promedio de Canatlán (2.000 m s. n. m.) | Parámetros climáticos promedio de Canatlán (2.000 m s. n. m.) | Parámetros climáticos promedio de Canatlán (2.000 m s. n. m.) | Parámetros climáticos promedio de Canatlán (2.000 m s. n. m.) | Parámetros climáticos promedio de Canatlán (2.000 m s. n. m.) | Parámetros climáticos promedio de Canatlán (2.000 m s. n. m.) | Parámetros climáticos promedio de Canatlán (2.000 m s. n. m.) | Parámetros climáticos promedio de Canatlán (2.000 m s. n. m.) | Parámetros climáticos promedio de Canatlán (2.000 m s. n. m.) | Parámetros climáticos promedio de Canatlán (2.000 m s. n. m.) | Parámetros climáticos promedio de Canatlán (2.000 m s. n. m.) | Parámetros climáticos promedio de Canatlán (2.000 m s. n. m.) | Parámetros climáticos promedio de Canatlán (2.000 m s. n. m.) | Parámetros climáticos promedio de Canatlán (2.000 m s. n. m.) |
| Mes                                                           | Ene.                                                          | Feb.                                                          | Mar.                                                          | Abr.                                                          | May.                                                          | Jun.                                                          | Jul.                                                          | Ago.                                                          | Sep.                                                          | Oct.                                                          | Nov.                                                          | Dic.                                                          | Anual                                                         |
| ------------------------------------------------------------- | ------------------------------------------------------------- | ------------------------------------------------------------- | ------------------------------------------------------------- | ------------------------------------------------------------- | ------------------------------------------------------------- | ------------------------------------------------------------- | ------------------------------------------------------------- | ------------------------------------------------------------- | ------------------------------------------------------------- | ------------------------------------------------------------- | ------------------------------------------------------------- | ------------------------------------------------------------- | ------------------------------------------------------------- |
| Temp. máx. media (°C)                                         | 19.3                                                          | 21.2                                                          | 24.0                                                          | 27.1                                                          | 29.4                                                          | 29.3                                                          | 26.4                                                          | 25.8                                                          | 25.1                                                          | 23.9                                                          | 22.0                                                          | 20.1                                                          | 24.5                                                          |
| Temp. media (°C)                                              | 9.9                                                           | 11.6                                                          | 14.1                                                          | 16.8                                                          | 19.4                                                          | 20.7                                                          | 19.4                                                          | 19.1                                                          | 18.3                                                          | 15.7                                                          | 12.7                                                          | 10.6                                                          | 15.7                                                          |
| Temp. mín. media (°C)                                         | 0.4                                                           | 2.1                                                           | 4.1                                                           | 6.5                                                           | 9.5                                                           | 12.1                                                          | 12.3                                                          | 12.4                                                          | 11.6                                                          | 7.5                                                           | 3.3                                                           | 1.1                                                           | 6.9                                                           |
| Precipitación total (mm)                                      | 17.3                                                          | 3.9                                                           | 3.6                                                           | 6.1                                                           | 14.6                                                          | 78.8                                                          | 152.4                                                         | 126.3                                                         | 116.9                                                         | 36.2                                                          | 11.5                                                          | 10.0                                                          | 577.6                                                         |
| Días de lluvias (≥ )                                          | 2.3                                                           | 1.0                                                           | 0.5                                                           | 1.3                                                           | 2.5                                                           | 8.6                                                           | 16.4                                                          | 15.4                                                          | 11.2                                                          | 4.3                                                           | 1.4                                                           | 1.6                                                           | 66.5                                                          |
| [cita requerida]                                              |                                                               |                                                               |                                                               |                                                               |                                                               |                                                               |                                                               |                                                               |                                                               |                                                               |                                                               |                                                               |                                                               |

### Flora y fauna
En las partes altas del municipio la flora está formada por la especie de las perennifolias, muestras que en las partes bajas se constituye con las caducifolias. La fauna está formada, entre otras especies por venado, oso, guajolote, jabalí americano y coyote.
El municipio cuenta con: Recursos Naturales, Grupos Étnicos, Población  de 35,064 HAB.

## Demografía

### Localidades
En el censo de 2020 el municipio de Canatlán contaba con 129 localidades.
| Código INEGI      | Localidad               | Población (2020) |
| ----------------- | ----------------------- | ---------------- |
| 100010001         | Canatlán                | 11 943           |
| 100010063         | José Guadalupe Aguilera | 1 732            |
| 100010110         | Ricardo Flores Magón    | 1 393            |
| 100010115         | San José de Gracia      | 1 343            |
| 100010083         | Nicolás Bravo           | 1 259            |
| 100010134         | Venustiano Carranza     | 1 249            |
| Otras localidades | Otras localidades       | 12 535           |
| Total municipal   | Total municipal         | 31 454           |

Se divide en 129 localidades, de las cuales las más grandes son: Canatlán, José Guadalupe Aguilera (Santa Lucía), San José de Gracia, Ricardo Flores Magón, Venustiano Carranza (Ocotán) y Nicolás Bravo (Cacaria). En la zona sierra al poniente del municipio se desarrollan diversas actividades como lo son agricultura, ganadería y explotación forestal. Haciendo de esta área natural, muy importante en el municipio, con gran diversidad de flora y fauna.

## Servicios públicos
La ciudad ofrece a sus residentes los servicios de electricidad, agua y alcantarillado, parques y jardines, alumbrado público, centro de recreación, deportes, mercado, cementerio y seguridad pública.
7.129 Hay viviendas ocupadas, de las cuales el 100% tiene agua corriente y electricidad y el 73% tiene desagüe. La planta tiene un tratamiento de aguas residuales en uso, con una capacidad instalada de 33.00 litros por segundo y el volumen buscado es de 708.684 metros de madera anualmente.
El municipio tiene 264.1 kilómetros de caminos, 96.7 kilómetros pavimentados, 152.9 kilómetros de caminos rurales y 74.5 kilómetros cubiertos de brechas mejoradas, tiene un aeródromo con una longitud de pista de 1.500 metros.
Hay una oficina de telégrafos, dos estaciones de microondas y 7 estaciones terrenas receptoras y 25 oficinas de correos.
El mercado municipal existente, abastece al 75% de las ciudades, la ciudad administra los servicios de parques y jardines, edificios públicos, unidades deportivas y recreativas, monumentos y fuentes.

## Presas
- Caboraca, con capacidad de 45,000,000 m³.
- El Baluarte, con capacidad de 14,712,000 m³.
- San Bartolo, con capacidad de 48,500,000 m³.

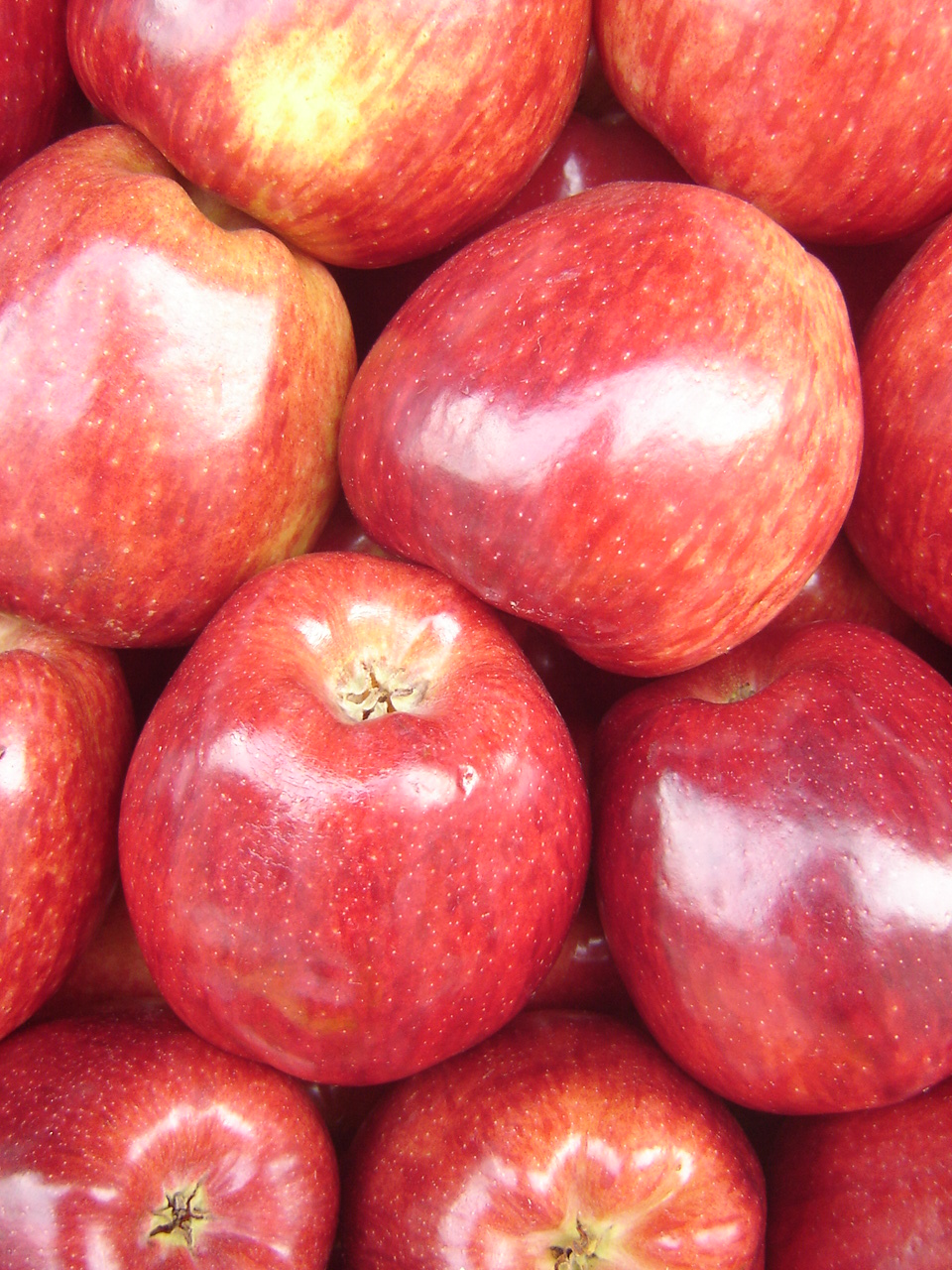
Manzanas cosechadas en canatlan

## Religión
Cristiana Católica, con presencia de Testigos de Jehová, Adventistas del séptimo día y Evangélicos.

## Tradiciones
Destaca entre ellas la Feria de la Manzana realizada a mediados del mes de septiembre de cada año. Las celebraciones de carácter religioso forman una parte esencial de los canatlénses. Entre estas celebraciones podemos mencionar algunas como: La celebración religiosa al Divino Pastor en la comunidad de La Sauceda, que se lleva a cabo el primer viernes del mes de marzo. La celebración en honor del Santo Patrono (San Diego de Alcalá) de la Ciudad de Canatlán el día 13 del mes de noviembre. El Coloquio de la Santa Cruz el 3 de mayo en el barrio de los 30 Viejos y en El Presidio el día 10 de mayo. De igual forma es venerada Santa Teresa en las comunidades de Venustiano Carranza y La colonia Anáhuac, los días 15 y 16 de octubre. Entre los mitos y leyendas locales tenemos las leyendas de «La mujer a la que arañaba el diablo», «El curro de la Hacienda de Santa Lucía» y «La dama de negro». El municipio también cuenta con su repertorio de corridos  y diferentes artesanías de materiales variados.

## Educación
- Jardín de Rosaura zapata.
- Jardín de niños José T. Cuéllar.
- Jardín de Niños Independencia.
- Escuela Primaria Miguel Hidalgo.
- Escuela Primaria Tierra y Libertad.
- Escuela Primaria Felipe Pescador Valles.
- Escuela Primaria Lázaro Cárdenas.
- Escuela Primaria Soledad Álvarez.
- Escuela Primaria Niños Héroes.
- Escuela Primaria Venustiano Carranza T.M.
- Escuela Primaria Venustiano Carranza T.V.
- Escuela Primaria 20 de Noviembre.
- Escuela Secundaria General Mariano Balleza
- Escuela Secundaria General Jesús Rivas Quiñones
- Escuela Secundaria General Luis Donaldo Colosio Murrieta
- Escuela Secundaria General Emiliano Zapata
- Colegio de Estudio Científicos y Tecnológicos del Estado de Durango plantel 04: J. Gpe. Aguilera.
- Colegio de Bachilleres del Estado de Durango Plantel 29.
- CBTA número 28 (educación agrícola rural).
- Instituto Tecnológico de Durango, extensión Canatlán.
- Universidad Juárez de Durango, virtual Canatlán
- Escuela Normal Rural J. Gpe. Aguilera
- Escuela Comercial Técnica Josefa Ortiz de Domínguez
- Colegio González y Valencia

## Gobierno
Reglamentación Municipal con base en la Constitución Política de los Estados Unidos Mexicanos. El municipio tiene su cabecera en la Cd. de Canatlán de las Manzanas, tiene su representación política a través de un Honorable Ayuntamiento integrado por 1 Presidente Municipal, 1 Síndico Municipal, 1 Secretario del Ayuntamiento y 9 Regidores.